# Marco António Costa
Pour les articles homonymes, voir Costa.
 (août 2013).
 (octobre 2015).
Marco Antonio Costa (né le 18 mai 1967 à Rio de Janeiro) est un homme politique portugais. Il est secrétaire d'État chargé de la Solidarité et de la Sécurité sociale dans le gouvernement de Pedro Passos Coelho depuis 2011.